# Howard Eisley
Howard Jonathan Eisley (Detroit Míchigan, Estados Unidos; 4 de diciembre de 1972) es un exjugador de baloncesto, que jugó doce temporadas en la NBA. Actualmente es entrenador asistente del equipo universitario de los Michigan Wolverines.

## Trayectoria deportiva

### Universidad
Jugó en el equipo de baloncesto de los Boston College Eagles antes de ser elegido en la trigésima (30.ª) posición del Draft de 1994 por Minnesota Timberwolves.

### Profesional
Jugó para los San Antonio Spurs y Utah Jazz durante la temporada 1994-95. Fue traspasado a Dallas Mavericks durante la temporada 2000-01. En el año 2001 iría a New York Knicks y dos años más tarde a Phoenix Suns. Firmaría como agente libre con los Jazz en 2004. Más tarde jugaría para los Denver Nuggets antes de ser traspasado por última vez a los Chicago Bulls el 20 de julio de 2006. Eisley no volvió a jugar desde la temporada 2005-06 y no volvió a formar parte de ninguna nueva plantilla.
Se vio envuelto en el centro de la polémica en el sexto partido de las Finales de 1998 cuando anotó un tiro de tres puntos que la repetición mostraba claramento que había entrado antes de que sonara la bocina, pero que el árbitro Dick Bavetta equivocadamente anuló. Esta jugada sería relevante para el partido ya que los Bulls ganarían de menos de tres puntos, dando el sexto anillo en ocho años a los Bulls.

## Estadísticas de su carrera en la NBA

### Temporada regular
| Año     | Equipo        | PJ  | PT  | MPP  | %TC  | %3P  | %TL  | RPP | APP | ROB | TPP | PPP |
| ------- | ------------- | --- | --- | ---- | ---- | ---- | ---- | --- | --- | --- | --- | --- |
| 1994-95 | Minnesota     | 34  | 4   | 14.6 | .352 | .250 | .775 | 1.2 | 2.3 | .5  | .1  | 3.3 |
| 1994-95 | San Antonio   | 15  | 0   | 3.7  | .176 | .200 | –    | .4  | 1.2 | .0  | .1  | .5  |
| 1995-96 | Utah          | 65  | 0   | 14.8 | .430 | .226 | .844 | 1.2 | 2.2 | .4  | .0  | 4.4 |
| 1996-97 | Utah          | 82  | 0   | 13.2 | .451 | .278 | .787 | 1.0 | 2.4 | .5  | .1  | 4.5 |
| 1997-98 | Utah          | 82  | 18  | 21.0 | .441 | .407 | .852 | 2.0 | 4.2 | .7  | .2  | 7.7 |
| 1998-99 | Utah          | 50  | 0   | 20.8 | .446 | .420 | .838 | 1.9 | 3.7 | .6  | .0  | 7.4 |
| 1999-00 | Utah          | 82  | 5   | 25.6 | .418 | .368 | .824 | 2.1 | 4.2 | .7  | .1  | 8.6 |
| 2000-01 | Dallas        | 82  | 40  | 29.6 | .393 | .398 | .825 | 2.4 | 3.6 | 1.2 | .1  | 9.0 |
| 2001-02 | New York      | 39  | 0   | 15.6 | .337 | .241 | .796 | 1.3 | 2.6 | .6  | .1  | 4.4 |
| 2002-03 | New York      | 82  | 76  | 27.4 | .417 | .389 | .848 | 2.3 | 5.4 | .9  | .1  | 9.1 |
| 2003-04 | New York      | 33  | 23  | 22.1 | .396 | .329 | .889 | 2.0 | 4.7 | .9  | .1  | 6.7 |
| 2003-04 | Phoenix       | 34  | 0   | 21.4 | .345 | .308 | .830 | 1.9 | 3.4 | .8  | .1  | 7.1 |
| 2004-05 | Utah          | 74  | 1   | 19.4 | .398 | .262 | .795 | 1.2 | 3.4 | .6  | .1  | 5.6 |
| 2005-06 | L.A. Clippers | 13  | 0   | 8.6  | .235 | .250 | –    | 1.1 | 1.9 | .2  | .0  | .7  |
| 2005-06 | Denver        | 19  | 0   | 14.9 | .349 | .316 | .833 | 1.0 | 2.3 | .4  | .1  | 4.8 |
| Total   | Total         | 786 | 167 | 20.4 | .407 | .350 | .827 | 1.7 | 3.5 | .7  | .1  | 6.5 |

### Playoffs
| Año   | Equipo | PJ | PT | MPP  | %TC  | %3P  | %TL   | RPP | APP | ROB | TPP | PPP |
| ----- | ------ | -- | -- | ---- | ---- | ---- | ----- | --- | --- | --- | --- | --- |
| 1996  | Utah   | 18 | 0  | 11.2 | .381 | .333 | .818  | 1.2 | 2.4 | .2  | .1  | 2.9 |
| 1997  | Utah   | 20 | 0  | 10.9 | .500 | .474 | .964  | .9  | 2.0 | .2  | .0  | 5.6 |
| 1998  | Utah   | 20 | 0  | 18.3 | .368 | .296 | .923  | 2.0 | 4.1 | .6  | .3  | 5.6 |
| 1999  | Utah   | 11 | 0  | 21.9 | .366 | .208 | .828  | 1.8 | 2.9 | .6  | .3  | 7.4 |
| 2000  | Utah   | 10 | 0  | 20.0 | .309 | .474 | .889  | 1.8 | 1.9 | .6  | .1  | 5.1 |
| 2001  | Dallas | 9  | 0  | 21.6 | .358 | .385 | 1.000 | 1.3 | 1.9 | .6  | .1  | 5.8 |
| Total | Total  | 88 | 0  | 16.1 | .384 | .355 | .886  | 1.5 | 2.6 | .4  | .1  | 5.2 |